# Alain Robert

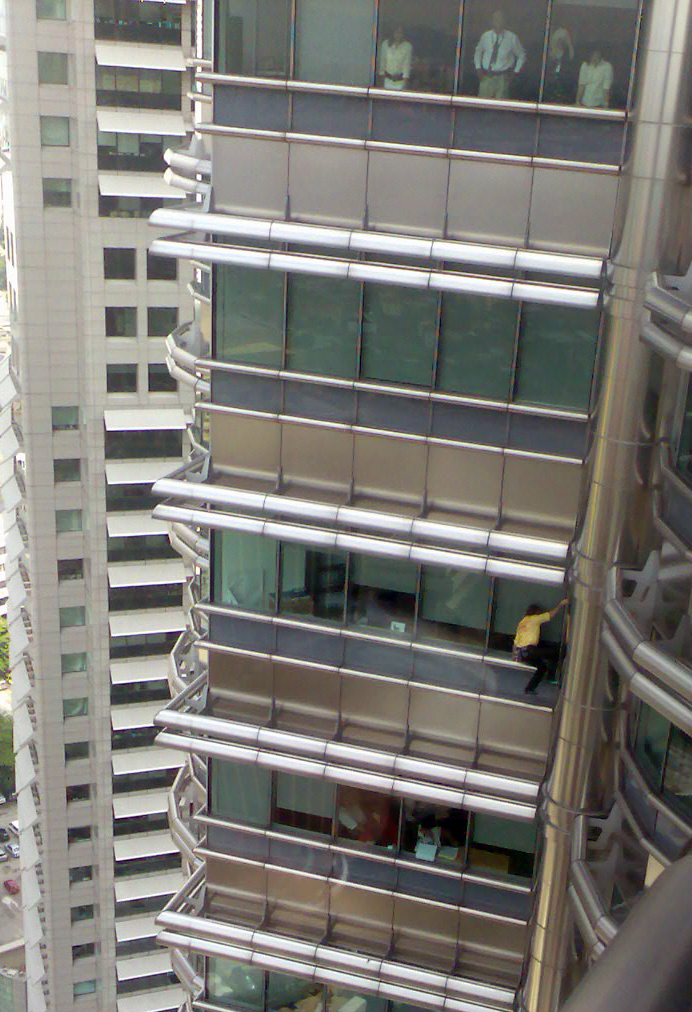
Alain Robert escalando o arranha-céu Petronas Tower 2 em março de 2007.

Robert Alain Philippe (Saône-et-Loire, Digoin, 7 de Agosto de 1962) é um alpinista urbano e de montanhas. Ganhou o apelido de "homem-aranha" por escalar os arranha-céus mais altos do planeta.
Tem no seu currículo de escaladas improváveis cerca de 80 edifícios e monumentos pelo mundo inteiro, incluindo a Torre Eiffel em Paris, o Canary Wharf de Londres, o Empire State Building em Nova York e a Sears Tower em Chicago.
Em 16 de abril de 1998, escalou o Luxor Obelisk, em Paris, com 23 metros de altura.
Em junho de 1999, Robert escalou o Hotel Marriott de 170 metros em Varsóvia.
Em 20 de agosto de 1999, Alain escalou a Sears Tower em Chicago. Ele realizou a escalada sem qualquer equipamento.
Em 12 de maio de 2003, foi-lhe pago cerca de 18000 dólares para escalar o edifício Lloyd de 95 metros para promover a estreia do filme Homem-Aranha no canal de televisão britânico Sky Movies.
Em 25 de dezembro de 2004, Robert escalou o Taipei 101 um pouco antes da sua inauguração. O Taipei 101 localizado em Taiwan, era na época o edifício mais alto do mundo. A escalada de 508 metros foi legal e fez parte das festividades da semana. Usando um cinto de segurança preso a uma corda, ele subiu a torre, mas a chuva forte resultou em uma escalada que durou quatro horas (o dobro do previsto).
Em 7 de dezembro de 2006, ele terminou o ano escalando o Santa Fe World Plaza, na Cidade do México.
Em 23 de fevereiro de 2007, ele escalou legalmente o prédio da sede da Autoridade de Investimentos de Abu Dhabi (ADIA) na costa de Abu Dhabi.
Em 31 de maio de 2007, ele escalou o Edifício Jin Mao, de 88 andares, em Xangai, o edifício mais alto da China na época, mais uma vez usando uma fantasia do Homem-Aranha. Posteriormente, ele foi detido e ficou preso por cinco dias antes de ser expulso da China.
Em 4 de setembro de 2007, ele escalou o edifício de escritórios Federation Tower, de 244 metros, em Moscou. Depois disso, foi detido pela polícia.
Em 15 de abril de 2008, Alain escalou o Four Seasons Place, de 60 andares, em Hong Kong. A polícia e quatro carros de bombeiros estavam a postos e ele levou quase uma hora para chegar ao topo. Ele declarou que sua escalada tinha o objetivo de aumentar a conscientização sobre o aquecimento global.
Em 2009 conseguiu escalar as Petronas Twin Towers na Malásia, na sequência de duas tentativas sem sucesso por ter sido preso antes de chegar ao topo.
Em 17 de setembro de 2022, Alain Robert, comemorou o seu 60º aniversário a escalar a Tour Total, um arranha-céu de 48 andares, em Paris, sem nenhum equipamento de segurança. Já o havia feito várias vezes. Contudo, desta vez, levou apenas 60 minutos para chegar ao topo.

## Brasil
Alain foi preso no Brasil em 24 de fevereiro de 2008, ao tentar escalar o Edifício Itália no centro de São Paulo, o segundo maior arranha-céu brasileiro. Na ocasião disse que escalar o Edifício Itália se tinha tornado uma questão de honra. No dia 27, três dias após a tentativa mal sucedida, voltou e conseguiu escalar o Edifício Itália.

## Portugal
Em Portugal escalou a Torre Vasco da Gama, em 2006, e a Ponte 25 de Abril, em 2007. Foi preso ao fim da escalada na ponte